# 绍博·西尔维娅
绍博·西尔维娅（匈牙利語：Szabó Szilvia，1978年10月24日—），匈牙利女子皮划艇运动员。她曾代表匈牙利参加2000年和2004年夏季奥林匹克运动会皮划艇比赛，共获得三枚银牌。